# Carmine Buschini
Carmine Buschini (Villaricca, 18 aprile 1996) è un attore italiano, noto principalmente per aver interpretato il ruolo di Leo nella serie televisiva di Rai 1 Braccialetti rossi.

## Biografia
Nasce a Villaricca, comune della Città metropolitana di Napoli, da una numerosa famiglia di cinque figli. All'età di dieci anni viene tolto all'affido della madre biologica, Angelina Sorvillo, famosa in Italia per aver dato alla luce ben quattordici figli in appena diciannove anni. Dopo ciò, Carmine trascorre alcuni mesi in una casa famiglia insieme alla sorella maggiore, per poi essere definitivamente adottato da una giovane coppia residente a Longiano, un paesino dell'entroterra romagnolo in provincia di Forlì-Cesena. Nel 2019, appresa la sua notorietà, la madre naturale rilascerà alcune interviste nelle quali dichiarerà di aver perso l'affido del figlio in quanto non in grado di poterlo crescere per problemi economici, e di aver tentato invano un riavvicinamento con lui.
Nel 2013, all'età di 17 anni, viene notato da un agente di spettacolo che gli propone un provino per Braccialetti rossi, una nuova fiction Rai in via di produzione, e per la nuova campagna della Coca-Cola. Viene subito scelto per la pubblicità, diventando il volto dei nuovi spot. Anche i provini per Braccialetti rossi vanno a buon fine e, per tre stagioni, interpreterà il ruolo di Leo, un ragazzo malato di cancro che da tempo vive in ospedale, ma nonostante questo pieno di entusiasmo e di voglia di vivere, che fonda insieme ad altri cinque coetanei il gruppo dei Braccialetti Rossi, diventandone il Leader. Nell'estate del 2014, mentre sono in corso le riprese della seconda stagione di Braccialetti rossi, partecipa alle selezioni per il triennio di recitazione del Centro sperimentale di cinematografia di Roma, venendo ammesso e conseguendo poi il diploma alla fine del 2018.
Nella stagione 2017/2018 debutta al Teatro comunale di Atri con La Partitella, una commedia di Giuseppe Manfridi, con la regia di Francesco Bellomo.
A maggio 2018 recita nella fiction poliziesca Il capitano Maria diretta da Andrea Porporati, con protagonista Vanessa Incontrada, nel ruolo del Capitano Maria Guerra. Qui l'attore interpreta Filippo Gravina, un ragazzo problematico e ribelle che riuscirà a lasciarsi alle spalle la dipendenza dagli stupefacenti grazie alla vicinanza del suo professore Dario Ventura, interpretato da Giorgio Pasotti, e a quella di Luce (Beatrice Grannò), figlia del Capitano.
Nel 2019 è invece protagonista del film TV Liberi di scegliere, con la regia di Giacomo Campiotti, ispirato alla storia del giudice Di Bella, del tribunale di Reggio Calabria, che con il protocollo Liberi di scegliere ha allontanato molti ragazzi dalle proprie famiglie mafiose, salvandoli da un destino di violenza e morte. Buschini interpreta qui Domenico Tripodi, il primo ragazzo in assoluto che, aiutato dal giudice, riuscirà a cambiare vita e a riscattarsi dalla propria famiglia.
Nello stesso anno è nel cast della fiction Mentre ero via, diretta da Michele Soavi, con protagonisti Vittoria Puccini e Giuseppe Zeno, interpretando il ruolo di Rocco.
Nel 2020 prende parte alla miniserie televisiva La guerra è finita in onda per quattro puntate, dal 13 gennaio su Rai 1, interpretando Mattia Lisanti, un ex soldato della Guardia Nazionale Repubblicana.
Tra ottobre e novembre 2021 è contemporaneamente protagonista di due nuove fiction: su Rai 1 con Cuori nel ruolo dello specializzando Fausto Alfieri, e su Canale 5 con Storia di una famiglia perbene, dove interpreta Michele Straziota, figlio di un boss mafioso. Nel 2023 ha interpretato il ruolo di Carlo Bandera nella serie in onda su Canale 5 Il patriarca, al fianco di Claudio Amendola.

## Filmografia

### Televisione
- Braccialetti rossi, regia di Giacomo Campiotti – serie TV (2014-2016)
- Il capitano Maria, regia di Andrea Porporati – serie TV (2018)
- Liberi di scegliere, regia di Giacomo Campiotti – serie TV (2019)
- Mentre ero via, regia di Michele Soavi – serie TV (2019)
- La guerra è finita, regia di Michele Soavi – serie TV (2020)
- Cuori, regia di Riccardo Donna – serie TV (2021-in corso)
- Storia di una famiglia perbene, regia di Stefano Reali – serie TV (2021)
- Il patriarca, regia di Claudio Amendola – serie TV (2023)

## Teatro
- La partitella di Giuseppe Manfridi, regia di Francesco Bellomo (2017-2018)

## Pubblicità
- Campagna pubblicitaria Coca-Cola (2013)
- Campagna pubblicitaria Alitalia (2017)
- Associazione Donatori Midollo Osseo, spot realizzato in occasione del Giro d’Italia (2014)

## Videoclip
- Io non ho finito, di Niccolò Agliardi (2014)
- L'inizio del mondo di Niccolò Agliardi e Francesco Facchinetti (2015)
- Il bene si avvera di Niccolò Agliardi (2015)
- Simili, di Laura Pausini (2016)
- Ti sembra poco di Niccolò Agliardi (2016)